# ولیکا کسنیکا
ولیکا کسنیکا (به لاتین: Velika Kosnica) یک زیستگاه انسانی در کرواسی است که در زاگرب واقع شده‌است.

## خصوصیات
ولیکا کسنیکا ۵۴۱ نفر جمعیت دارد.